# حقیقت (فیلم ۱۹۶۰)
حقیقت (فرانسوی: La Vérité‎) فیلمی در ژانر درام و جنایی به کارگردانی آنری-ژرژ کلوزو است که در سال ۱۹۶۰ منتشر شد.

## بازیگران
- بریژیت باردو
- چارلز وانل
- ژاک پرن
- ماری-ژوزه نات
- لوئی سنیه
- کلود بری
- دومینیک زاردی
- فرنان لودو
- پائول بانیفاش
- کولت رژیس